# 1926 у футболі
Нижче наведені футбольні події 1926 року у всьому світі.

## Засновані клуби
- АПОЕЛ (Кіпр)
- Лор'ян (Франція)
- Наполі (Італія)
- ПАОК (Греція)
- Сталь (Дніпродзержинськ)
- Фіорентіна (Італія)

## Національні чемпіони
- Англія: Гаддерсфілд Таун
- Данія: Болдклуббен 1903
- Ірландія: Шелбурн
- Ісландія: КР
- Нідерланди: Енсгеде
- Польща: Погонь (Львів)
- Угорщина: МТК
- Шотландія: Селтік